# Barbie: Mariposa en haar vlinderachtige feevriendjes
Barbie: Mariposa (Engels: Barbie: Mariposa, ook Barbie Fairytopia: Mariposa of Barbie: Mariposa and her Butterfly Fairy Friends) is een digitale animatie- en direct-naar-videofilm uit 2008 over Mariposa, een vlinderfee. Het is de vierde film in de Fairytopiareeks van Barbie en de eerste film in die reeks waarbij Elina niet de hoofdrol speelt.

## Verhaal
Mariposa is een prachtige vlinderfee die niets liever doet dan lezen en dromen over de wereld buiten haar eigen land Fladderveld. Fladderveld wordt beschermd door de magische lichtgevende bloemen van koningin Marabella. Maar dan vergiftigt boze fee Henna de koningin en beginnen de magische lichtgevende bloemen langzaam te doven. Mariposa en haar vriendinnen wacht de zware taak om zich over de grens te wagen en het tegengif te vinden voor de koningin.

## Plaats binnen de Barbiefilmseries
| Filmserie       | Vorige Film                                      | Volgende Film                              |
| --------------- | ------------------------------------------------ | ------------------------------------------ |
| Barbiefilms     | Barbie als de Eilandprinses (2007)               | Barbie en het Diamantkasteel (2008)        |
| Fairytopiaserie | Barbie Fairytopia: Magie van de Regenboog (2007) | Barbie: Mariposa en de feeënprinses (2013) |
| Mariposaserie   | /                                                | Barbie: Mariposa en de feeënprinses (2013) |

## Rolverdeling
| Personages                | Nederlandse stemmen |
| ------------------------- | ------------------- |
| Mariposa                  | Ingeborg Wieten     |
| Willa                     | Meghna Kumar        |
| Rayna                     | Barbara Donse       |
| Rayla                     | Emmelie Zipson      |
| Henna                     | Nienke Brinkhuis    |
| Prins Carlos              | Levi van Kempen     |
| Zinzie                    | Eva Burmeister      |
| Heer Gastros              | Hans Hoekman        |
| Elina                     | Laura Vlasblom      |
| Bibble                    | Lee Tockar          |
| Dizzle                    | Cathy Weseluck      |
| Feezel #1/Bewaker         | Fred Meijer         |
| Feezel #2                 | Marcel Jonker       |
| Speldenknop Fee/Marabella | Donna Vrijhof       |
| Annemoon                  | Merel Burmeister    |
| Koraal                    | Rosanne Thesing     |

## Nederlandse productie
- Vertaling - Mitchell van den Dungen Bille
- Regie - Peter Pluer
- Mixage - Jesper Juel Andersen
- Productie - Holanda Lazie